# Francesco Sacchini
Francesco Sacchini (Paciano, 10 novembre 1570 - Rome, 16 décembre 1625) est un jésuite et historien italien.

## Biographie
Francesco Sacchini naquit en 1570 à Paciano, près de Pérouse. À dix-huit ans, il embrassa la règle de St-Ignace et professa la rhétorique à Rome avec beaucoup de distinction. Chargé de continuer l'histoire de la Compagnie de Jésus, dont le P. Orlandini n'avait publié que le premier volume, il y travailla pendant dix-neuf ans sans aucune interruption ; et il aurait terminé ce grand ouvrage si le P. Vitelleschi, Supérieur général de la Compagnie, ne l'eût choisi pour secrétaire. Il remplit sept ans ce nouvel emploi et mourut à Rome le 16 décembre 1625.

## Œuvres
Indépendamment de la continuation de l'histoire de l'institut de St-Ignace, depuis la mort du fondateur jusqu'aux premières années du gouvernement du P. Claudio Acquaviva, on a de lui :
- Oratio in funere J.-Fr. Aldobrandini ducis Ecclesiæ, Rome, 1602, in-4°. Sacchini prononça cette oraison funèbre en 1601, devant le pape et le Collège des cardinaux.
- Vita B. Stanislaï Kostkæ e soc. Jesu, ibid., 1612, in-16 ;
- Libellus de ratione libros cum profectu legendi ; et Oratio de vitanda moribus noxia lectione, Ingolstadt, 1614, in-16. Cet ouvrage, qui contient des préceptes très-utiles, a été souvent réimprimé ; l'édition la plus récente que nous connaissions est celle de Leipzig, 1711, in-8° ; il a été traduit en français (par Durey de Morsan) sous ce titre : Moyen de lire avec fruit, la Haye et Paris, 1785, in-12. On en trouve une excellente analyse dans le Nova librorum conlectio, Halle, 1708, première partie.
- De vita et rebus gestis P. Petri Canisii, libri tres, Ingolstadt, 1614 ou 1616, in-4° ;
- Protrepticon ad magistros scholarum inferiorum soc. Jesu ; et Parænesis ad eosdem, Dillingen, 1626, in-12. On y trouve de bonnes vues pour l'instruction de la jeunesse.
- Epistola de utilitate bene legendi ad mensam, Milan, 1621, in-12.

Le P. Sacchini a écrit une Vie de saint Paulin de Nole, insérée par son confrère Rosweyde dans l'édition d'Anvers des Œuvres de Paulin, et plus tard par les Bollandistes dans leur collection (22 juin). Il avait prêché la Passion, en 1603, devant le pape Clément VIII, et en 1612 et 1617, devant le pape Paul V ; ces trois sermons ont été publiés dans un recueil de pièces du même genre, Rome, 1641, in-12.